# Ghetto de Bełchatów
Le ghetto de Bełchatów est un ghetto juif créé en mars 1941 par les nazis à Bełchatów, une ville polonaise occupée par le Troisième Reich et rattachée au Reichsgau Wartheland. Ghetto ouvert, il compte jusqu'à 6 000 Juifs. Lors de sa liquidation en août 1942, la plupart des Juifs sont déportés vers le centre d'extermination de Chełmno où ils sont assassinés, tandis que près d'un millier d'hommes valides est déporté dans le ghetto de Łódź.

## Histoire

### Occupation allemande
Durant l'entre-deux-guerres, Bełchatów, petite ville de la voïvodie de Łódź, compte approximativement 5 000 à 6 000 Juifs, soit entre la moitié et les deux-tiers de la population, pour l'essentiel des artisans, notamment du textile,,. La communauté juive possède des écoles (Beit Yaakov et écoles du Poale Agoudat Israel, école du mouvement Mizrahi), anime diverses associations, et plusieurs mouvements politiques (Bund, partis sionistes et, à la marge, Parti communiste de Pologne) sont actifs.
Le 5 septembre 1939, dans les premiers jours de la campagne de Pologne, l'armée allemande prend possession de Bełchatów. En pleine période de Yamim Noraïm, les Juifs sont d'emblée victimes d'humiliations (barbes tondues de force, profanation et incendie des livres sacrés et objets liturgiques…) par les Allemands, qui leur confisquent également leurs biens et notamment des habitations, réattribuées à des Volksdeutsche,,.
Le mois suivant, l'occupant nomme un Judenrat, initialement composé de 12 membres et qui emploie jusqu'à une cinquantaine de personnes. Financé par des taxes sur les transactions commerciales opérées par les habitants juifs, il prend notamment en charge la distribution de nourriture (y compris sous la forme de soupes populaires qui distribuent jusqu'à 1 200 repas par jour) et de combustible, et doit remplir les quotas de travailleurs forcés. Il s'adjoint également les services d'une police juive. Ses marges de manœuvre sont réduites et sa composition maintes fois remaniée par les Allemands ; ses présidents successifs sont Michael Yakobovich, A. Ehrlich (pendu par les nazis), Shalom Feder, Yitzhak Bogdanski (démis de ses fonctions et envoyé à la prison de Radogoszcz) et Tobolewicz (ou Tupolovich, arrêté et assassiné),,.
Une cinquantaine d'artisans juifs, pour la plupart des tailleurs, continuent à travailler dans leur atelier (y compris en secret pour des Polonais). Outre le travail forcé en ville, à l'extérieur du ghetto, les Allemands créent à l'automne 1940 une fabrique de textile, « l'atelier de couture des frères Frajtag » (szwalnia braci Frajtag), dans laquelle 182 Juifs sont employés en décembre 1940 (et jusqu'à 600 par la suite), contre un salaire faible et incertain, souvent sous la forme d'une ration alimentaire supplémentaire,.

### Création et existence du ghetto

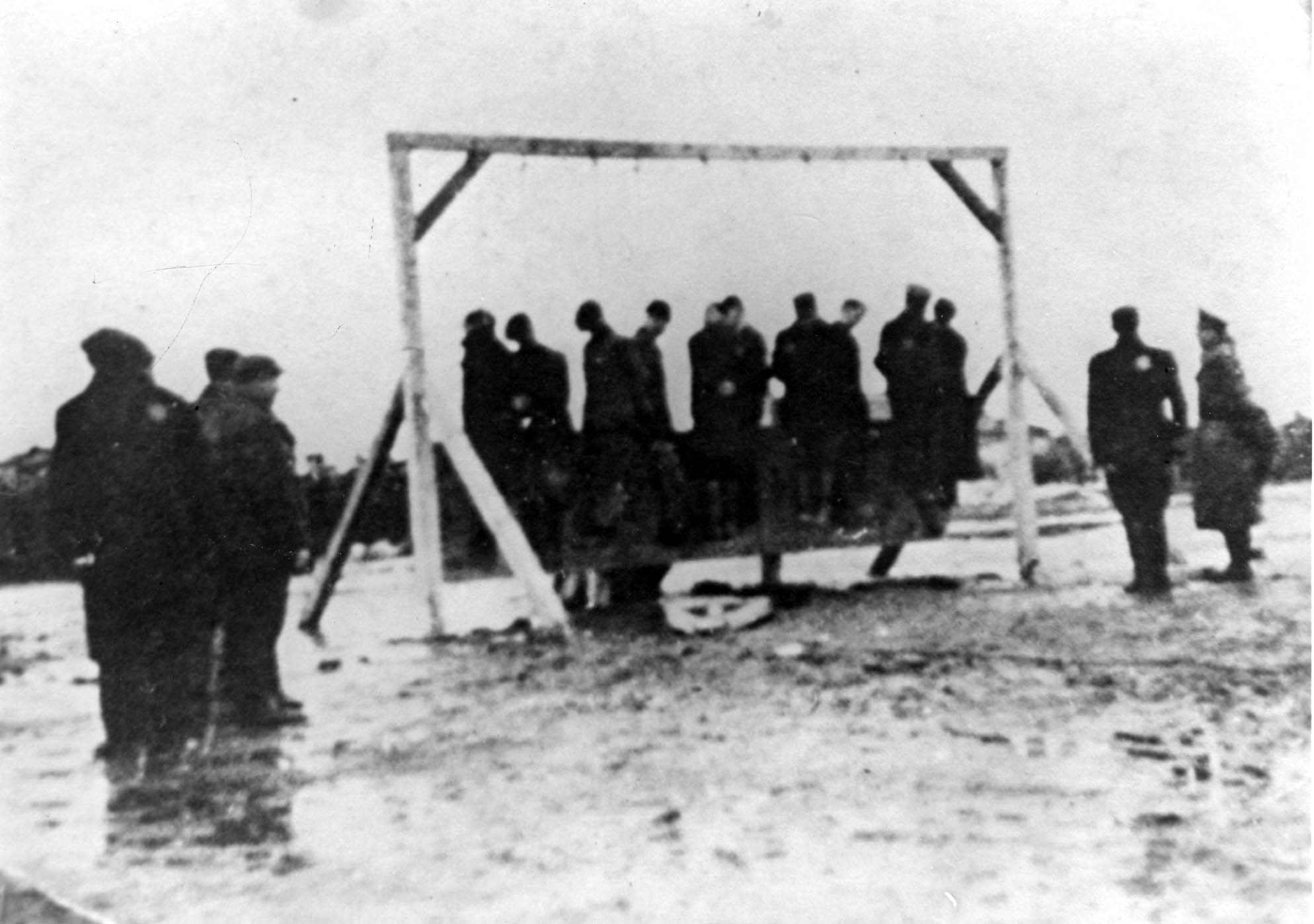
Pendaison publique de dix Juifs, le 18 mars 1942.

Le 1er mars 1941, l'administration allemande crée un ghetto ouvert (non ceint d'une clôture) mais géographiquement délimité, dont les Juifs peuvent néanmoins sortir à certaines heures. Nonobstant le risque d'être emprisonnés, torturés, voire battus à mort, de nombreux Juifs participent au marché noir qui s'étend jusqu'au gouvernement général de Pologne voisin, à l'est, et leur permet de survivre,.
À l'été 1941, les autorités allemandes envoient 500 hommes juifs dans des camps de travail forcé de la région de Poznań, plus à l'ouest dans le Reichsgau Wartheland : une première sélection de 250 Juifs est faite parmi les quelque 2 000 hommes rassemblés par le Judenrat à la demande de l'Amtskommissar (« commissaire d'arrondissement ») le 19 ou 21 août (selon les sources), puis 500 autres sont raflés directement chez eux par l'occupant trois semaines plus tard — peu reviennent,.
Courant 1941, une vie religieuse, culturelle et politique se maintient en secret au sein de la communauté juive.
Les Juifs des environs de Bełchatów y sont déplacés de force à la fin de l'année 1941, avec leurs biens. Le ghetto, surpeuplé, compte alors jusqu'à 6 000 occupants, et une épidémie de typhus se déclare début 1942 ; les deux seuls médecins sont rejoints par un troisième à cette occasion,.
Le 18 mars 1942, l'Amtskommissar fait pendre publiquement dix Juifs, accusés de contrebande, pour l'exemple. Le mois suivant, la police allemande mène une expédition meurtrière dans le ghetto pendant trois jours ; depuis le début de l'année, les violences et exécutions s'intensifient. Prélude à la liquidation du ghetto, certains Juifs préalablement envoyés dans des camps de travail des environs de Poznań auraient également été renvoyés à Bełchatów à cette période, selon le musée de l'Histoire des Juifs polonais.

### Liquidation
Le ghetto est liquidé en août 1942. Le 11 août, la Gendarmerie allemande, des forces de police auxiliaires et des civils allemands encerclent le ghetto pour mener une Aktion. Ils raflent d'abord indistinctement des Juifs, puis, aidés de la police juive du ghetto, visent plus particulièrement les enfants, vieillards et handicapés : tous ceux sélectionnés sont transportés par camions au centre d'extermination de Chełmno où ils sont par la suite assassinés. Les nazis sélectionnent également 850 hommes valides, travailleurs spécialisés des ateliers de couture,, qui partent le jour-même pour le ghetto de Łódź.
Au soir du 11 août, jusqu'à 200 habitants du ghetto sont sélectionnés pour nettoyer le ghetto et collecter leurs biens (79 d'entre eux sont ensuite envoyés à Łódź le 15 août tandis que le sort des autres est inconnu). Les Juifs restants (jusqu'à 4 000) sont conduits dans la synagogue et sa cour, où ils sont détenus durant trois jours sans nourriture ni eau — certains périssent d'étouffement ou de faim —, avant d'être déportés à leur tour au centre d'extermination de Chełmno,.
The Yad Vashem Encyclopedia of the Ghettos During the Holocaust estime que seuls 400 Juifs de Bełchatów, approximativement, ont survécu à la Shoah. Après-guerre, aucune communauté juive ne subsiste.

## Mémoire et personnalités liées
Un livre Yizkor (en) — livre de souvenirs ou livre commémoratif — sur la communauté juive de Bełchatów et sa destruction par les nazis est publié en 1951 à Buenos Aires en Argentine,.
Le boxeur polonais Harry Haft, survivant de la Shoah exilé aux États-Unis, a grandi à Bełchatów et vécu dans le ghetto avant d'être déporté dans plusieurs camps,.
Le ghetto est également évoqué dans l'ouvrage Pawels Briefe (de) (« Les lettres de Pawel ») de l'écrivaine Monika Maron, consacré aux lettres envoyées par son grand-père maternel Pawel à ses propres enfants depuis le ghetto où il a été déporté au printemps 1942 ; il meurt probablement assassiné à Chełmno comme la plupart des Juifs de Bełchatów (sa dernière lettre connue est datée du 8 août).